# 12-й батальйон територіальної оборони «Рим»
12-й батальйон територіальної оборони «Рим» (12 БТрО «Рим», в/ч Л-12265) — незаконне збройне формування 2-го армійського корпусу. Формально знаходиться у підпорядкуванні організації ЛНР. В Україні визнане як незаконне.

## Історія
Сформований на базі "козачого полку ім. Станіслава Синельникова". Після "відходу" польового командира Олександра Гайдея на територію РФ був переміщений в н.п. Обозне. На даний момент дислокується на території Свердловська, але його статус невідомий. Існував завдяки активності Гайдея. Командиром БТрО став Павло Гуцько. Анжеліка Кугейко від імені БТРО займається збором гуманітарної допомоги на території РФ.
На початку повномасшбаного вторгнення РФ в Україну в лютому 2022 року 12 БТрО зазнав тяжких втрат при форсуванні річки Сіверський Донець у Трьохізбенки і боях за місто Щастя.

## Втрати
Відомі втрати батальону:
- 10 убитих бойовиків під час війни на Донбасі до повномасштабного вторгнення РФ;
- 21 вбитий бойовик під час повномасштабної війни.